# دوبژیوویتسه
دوبژیوویتسه (به لهستانی:  Dobrzejowice) یک روستا در لهستان است که در گمینا ژوکوویتسه واقع شده‌است.